# Eastport (Terre-Neuve-et-Labrador)
Eastport (initialement connu sous le nom de Salvage Bay, Salvage New et Brighton) est une municipalité canadienne située sur l'île de Terre-Neuve dans la province de Terre-Neuve-et-Labrador.
Chaque année le dernier week-end de juillet ou premier week-end d'août avait lieu le SeaFest sur la plage d'Eastport. Mais cet évènement n'existe plus depuis 2018. 